# Atlético Tetuán
Atlético Tetuán – hiszpański klub piłkarski, mający swoją siedzibę w mieście Tetuan w północno-zachodnim Maroku.

## Historia
Chronologia nazw:
- 1922: Atlético Tetuán
- 1956: klub rozwiązano

Piłkarski klub Atlético Tetuán został założony w miejscowości Tetuán 12 marca 1922 roku przez Basków zamieszkałych w Maroku. W latach 1922–1956, czyli w okresie, gdy miasto Tetuan należało do Maroka Hiszpańskiego. W sezonie 1943/44 zespół startował w Tercera División. W 1945 spadł na rok do rozgrywek regionalnych. W sezonie 1948/49 zwyciężył w grupie 6 i awansował do Segunda División. W sezonie 1950/51 zdobył mistrzostwo w grupie II oraz historyczny awans do najwyższej ligi. Debiut w rozgrywkach Primera División był nieudanym, klub zajął ostatnie 16.miejsce i spadł do Segunda División. W latach 1943–1956 klub jeden sezon zagrał w hiszpańskiej Primera División, 6 razy w Segunda División i pięciokrotnie w Tercera División.
W 1956 roku po uzyskaniu niepodległości przez Maroko klub podzielił się na AD Ceuta i Moghreb Tétouan. 

## Sukcesy

### Trofea międzynarodowe
Nie uczestniczył w rozgrywkach europejskich (stan na 31-12-2016).

### Trofea krajowe
| \| \| Zdobyte trofea w rozgrywkach Hiszpanii (stan na: 31-05-2017) \| |                                                              |      |          |
| Rozgrywki                                                             | Osiągnięcie                                                  | Razy | Sezon(y) |
| · Mistrzostwo                                                         | I miejsce                                                    | 0    |          |
| · Mistrzostwo                                                         | II miejsce                                                   | 0    |          |
| · Mistrzostwo                                                         | III miejsce                                                  | 0    |          |
| · Mistrzostwo                                                         | 16.miejsce                                                   | 1    | 1951/52  |
| · Puchar                                                              | zdobywca                                                     | 0    |          |
| · Puchar                                                              | finalista                                                    | 0    |          |
| II liga                                                               | I miejsce                                                    | 1    | 1950/51  |
| II liga                                                               | II miejsce                                                   | 1    | 1954/55  |
| II liga                                                               | III miejsce                                                  | 1    | 1952/53  |
| Hiszpania                                                             | Zdobyte trofea w rozgrywkach Hiszpanii (stan na: 31-05-2017) |      |          |

- Tercera División:
  - mistrz: 1948/49 (grupa 6)

## Stadion
Klub rozgrywał swoje mecze domowe na stadionie Estadio de Varela w Tetuán, który może pomieścić 15000 widzów.